# Albin Thaqi
Albin Thaqi (* 28. März 2002) ist ein deutscher Fußballspieler, der auch die kosovarische Staatsbürgerschaft besitzt. Er ist defensiv variabel einsetzbar und ist ehemaliger Nachwuchsnationalspieler.

## Karriere

### Verein
Thaqi wurde zunächst bei Borussia Dortmund und dann bei dessen Rivalen Schalke 04 ausgebildet, bevor er als B-Jugendlicher zum BVB zurückkehrte. Im Wechsel mit Mitspielern wie Felix Schlüsselburg oder Immanuël Pherai lief er hauptsächlich im defensiven Mittelfeld auf, während der erst 13-jährige Youssoufa Moukoko vorne die Tore schoss. Manches Mal setzte Trainer Sebastian Geppert seinen Spieler auch als Innenverteidiger ein, dieser verlor mit der Mannschaft lediglich eine Partie (gegen den 1. FC Köln) und gewann mit ihr bis auf weitere drei Spiele alle restlichen. Im Halbfinale um die Meisterschaft setzte man sich gegen den Staffelkonkurrenten Bayer Leverkusen durch und besiegte im Endspiel schließlich den FC Bayern. Nachdem die 2001er-Jahrgänge, darunter auch die Innenverteidiger Ramzi Ferjani, Nico Lübke und Kapitän Niclas Knoop, aus der U17 ausgeschieden waren, setzte Geppert sowohl Thaqi wie auch den gleichaltrigen Tim Böhmer in der Spielzeit 2018/19 in jeder Partie gemeinsam als Teil einer defensiven Viererkette ein. Auch in diesem Spieljahr blieben die Borussen ungeschlagen und kassierten in 26 Meisterschaftsspielen nur 14 Gegentreffer. Im Endspiel reichten aber je ein Tor durch Moukoko und Ansgar Knauff nicht, um den Rivalen Köln zu schlagen, der sich seinerseits die Meisterschaft sicherte.
Gemeinsam mit Böhmer, Moukoko und anderen rückte Thaqi im Sommer 2019 in die Dortmunder A-Jugend auf. Bis März 2020 schlug die Mannschaft beispielsweise den Wuppertaler SV mit 9:2 oder Leverkusen mit 6:1, Thaqi war ab dem 11. Spieltag regelmäßiger Bestandteil der Abwehrreihe, meistens neben seinen alten U17-Kollegen Knoop und Ferjani. Trotz allem erwiesen sich auch in der U19-Bundesliga die Kölner als stärker und standen nach 20 Spielen zwei Zähler vor den Schwarz-Gelben. Dann erfolgte aufgrund der COVID-19-Pandemie der Abbruch aller deutschen Juniorenmeisterschaften, die Geißböcke wurden später zum Staffelsieger und Teilnehmer an der UEFA Youth League bestimmt. In der Folge ließ die noch immer präsente Pandemielage ab Sommer 2020 nur vier Spiele für die A-Junioren zu, die allesamt gewonnen wurden, bevor erneut eine Unterbrechung des Spielbetriebs nötig wurde.
Thaqi, der bereits seit Saisonbeginn mit der U23 trainiert hatte, kam für diese im Frühjahr 2021 zu ersten Kurzeinsätzen, ehe schließlich drei Startelfnominierungen folgten. Mit Niklas Dams und Lennard Maloney wirkte der mittlerweile 19-Jährige als Teil der Dreierkette aktiv an einer Saison mit nur einer Niederlage mit, an deren Ende die Rückkehr in die 3. Liga stand. In dieser rückte Thaqi, nachdem er mit der Bundesligamannschaft ein Trainingslager in der Schweiz absolviert hatte, unter Meistertrainer Enrico Maaßen am 2. Spieltag nach einer Rotsperre von Dams für diesen in die Startelf; Dortmund spielte 1:1 gegen den FSV Zwickau. Während der Defensivspieler nicht mehr in der U19-Bundesliga spielte, war er für die A-Jugend als einer von fünf U20-Spielern weiter in der UEFA Youth League aktiv.
Im Januar 2022 wechselte Thaqi zum Regionalligisten Fortuna Köln, den er jedoch nach nur sechs Einsätzen bis zum Saisonende im Sommer 2022 wieder verließ. Nach kurzer Vereinslosigkeit unterschrieb er dann am 19. September einen Vertrag beim TuS Bövinghausen in der Oberliga Westfalen. In der Winterpause der Saison 2023/24 wechselte Thaqi zum Ligarivalen Sportfreunde Lotte, mit denen er am Saisonende Meister wurde und in die Regionalliga West aufstieg.

### Nationalmannschaft
Im Herbst 2017 absolvierte Thaqi neben seinem Teamkollegen Youssoufa Moukoko sowie Lazar Samardžić oder Paul Nebel zwei Länderspiele für die deutschen U16-Junioren.

## Erfolge
Borussia Dortmund
- B-Junioren-Meister: 2018